# San Alberto (Cesar)
San Alberto es un municipio del departamento del Cesar, ubicado al norte de Colombia. 
Es considerado "la puerta del Caribe colombiano". Este municipio se basa principalmente en los cultivos de palma africana, arroz, maíz, caña de azúcar y explotaciones mineras.

## Historia
En 1955 fue fundada por Luis Felipe Rivera Jaimes quien junto a su esposa de ascendencia alemana, Ana Isabel Stapper, colonizaron las extensiones de tierras y construyeron el pueblo que hoy es San Alberto. El nombre de San Alberto fue tomado por el río que pasa por la población, que desde época de la colonia ostentaba el nombre de Río San Alberto del Espíritu Santo, según se puede constatar en la comisión geográfica realizada por Agustín Codazzi a mitad del siglo XIX
Se convirtió en municipio en noviembre del año 1967 siendo segregado del municipio del Río de Oro.

## División Político-Administrativa
Además de su Cabecera municipal. San Alberto tiene bajo su jurisdicción los siguientes Centros poblados:
- La Llana
- La Palma
- Líbano
- Puerto Carreño

## Estructura organizacional municipal
| San Alberto  | San Alberto | San Alberto                |
| Departamento | Código DANE | Categoría municipal (2023) |
| ------------ | ----------- | -------------------------- |
| Cesar        | 20710       | Sexta                      |

- Personería: Es un centro del Ministerio Público de Colombia que ejerce, vigila y hace control sobre la gestión de las alcaldías y entes descentralizados; velan por la promoción y protección de los derechos humanos; vigilan el debido proceso, la conservación del medio ambiente, el patrimonio público y la prestación eficiente de los servicios públicos, garantizando a la ciudadanía la defensa de sus derechos e intereses.

- Concejo Municipal: Es la suprema autoridad política del municipio. En materia administrativa sus atribuciones son de carácter normativo. También le corresponde vigilar y hacer control político a la administración municipal. Se regulan por los reglamentos internos de la corporación en el marco de la Constitución Política Colombiana (artículo 313) y las leyes, en especial la Ley 136 de 1994 y la Ley 1551 de 2012.

Constituido por 13 concejales por un periodo de 4 años.
- Alcaldía Municipal: En esta se encuentra la administración distrital y las entidades descentralizadas del municipio.

El alcalde se pronuncia mediante decretos y se desempeña como representante legal, judicial y extrajudicial del municipio. El alcalde municipal es Edgar Ricardo Díaz (2024-2027).
- JAL.

### Servicios públicos
- Energía Eléctrica: Electrificadora de Santander, (ESSA) del grupo EPM, es la empresa prestadora del servicio de energía eléctrica.
- Gas Natural: Vanti es la empresa distribuidora y comercializadora de gas natural en el municipio.